# Свободная энергия Франка — Озеена
Плотность свободной энергии Франка — Озеена (свободной энергии деформации жидкого кристалла) — величина, описывающая увеличение плотности свободной энергии жидкого кристалла, вызванное деформацией кристалла из конфигурации с однородным распределением поля директора.
Название дано в честь британского физика Фредерика Франка и шведского физика Карла Озеена, внёсших большой вклад в изучение жидких кристаллов.

## Нематический жидкий кристалл
Плотность свободной энергии деформации нематического жидкого кристалла представляет меру увеличения плотности свободной энергии из-за отклонений ориентации директора от однородной. Следовательно, полную плотность свободной энергии можно записать в виде:
{\displaystyle {\mathcal {F}}_{T}={\mathcal {F}}_{0}+{\mathcal {F}}_{d}},
где {\displaystyle {\mathcal {F}}_{T}} — полная свободная энергия жидкого кристалла; {\displaystyle {\mathcal {F}}_{0}} — свободная энергия нематика с однородно распределённым полем директора; {\displaystyle {\mathcal {F}}_{d}} — свободная энергия деформаций.
{\displaystyle {\mathcal {F}}_{d}={\frac {1}{2}}K_{1}(\operatorname {div} \mathbf {\hat {n}} )^{2}+{\frac {1}{2}}K_{2}(\mathbf {\hat {n}} \cdot \operatorname {rot} \mathbf {\hat {n}} )^{2}+{\frac {1}{2}}K_{3}(\mathbf {\hat {n}} \times \operatorname {rot} \mathbf {\hat {n}} )^{2}}
Константы {\displaystyle K_{i}} называются постоянными Франка. Они, как правило, порядка {\displaystyle 10^{-6}} дин. Каждое из трёх слагаемых соответствует определённому типу деформации нематика: первое — поперечному изгибу, второе — кручению, третье — продольному изгибу. Комбинация этих слагаемых может использоваться для описания произвольной деформации жидкого кристалла. Часто бывает, что все три константы Франка являются величинами одного порядка, поэтому зачастую полагают {\displaystyle K_{1}=K_{2}=K_{3}=K}. Это приближение обычно называют одноконстантным, и его часто используют, так как оно значительно упрощает выражение для свободной энергии деформации:
{\displaystyle {\mathcal {F}}_{d}={\frac {1}{2}}K((\operatorname {div} \mathbf {\hat {n}} )^{2}+(\operatorname {rot} \mathbf {\hat {n}} )^{2})={\frac {1}{2}}K\partial _{\alpha }n_{\beta }\partial _{\alpha }n_{\beta }}
К свободной энергии обычно добавляют четвёртое слагаемое, которое называется энергией седловидного изгиба и описывает поверхностное взаимодействие. Это слагаемое, впрочем, зачастую игнорируют при вычислении распределения поля директора, поскольку энергия, заключённая в объёме, гораздо больше энергии, связанной с поверхностными эффектами. Оно записывается в виде:
{\displaystyle {\frac {1}{2}}K_{24}\nabla \cdot ((\mathbf {\hat {n}} \cdot \nabla )\mathbf {\hat {n}} -\mathbf {\mathbf {\hat {n}} } (\nabla \cdot \mathbf {\hat {n}} ))}.

## Холестерический жидкий кристалл
Для жидких кристаллов, состоящих из хиральных молекул, к плотности свободной энергии деформации добавляется дополнительное слагаемое. Оно меняет знак при изменении направления директора на обратное и даётся формулой:
{\displaystyle {\mathcal {F}}_{Ch}=k_{2}(\mathbf {\hat {n}} \cdot \operatorname {rot} \mathbf {\hat {n}} )}
Множитель {\displaystyle k_{2}} не зависит от степени молекулярной хиральности. Поэтому для холестерического жидкого кристалла полная свободная энергия записывается в виде:
{\displaystyle {\mathcal {F}}_{T}={\mathcal {F}}_{0}+{\frac {1}{2}}K_{1}(\operatorname {div} \mathbf {\hat {n}} )^{2}+{\frac {1}{2}}K_{2}(\mathbf {\hat {n}} \cdot \operatorname {rot} \mathbf {\hat {n}} +q_{0})^{2}+{\frac {1}{2}}K_{3}(\mathbf {\hat {n}} \times \operatorname {rot} \mathbf {\hat {n}} )^{2}},
где {\displaystyle q_{0}=2\pi /P_{0}}, а {\displaystyle P_{0}} есть шаг холестерической спирали.